# Claas Gutsche

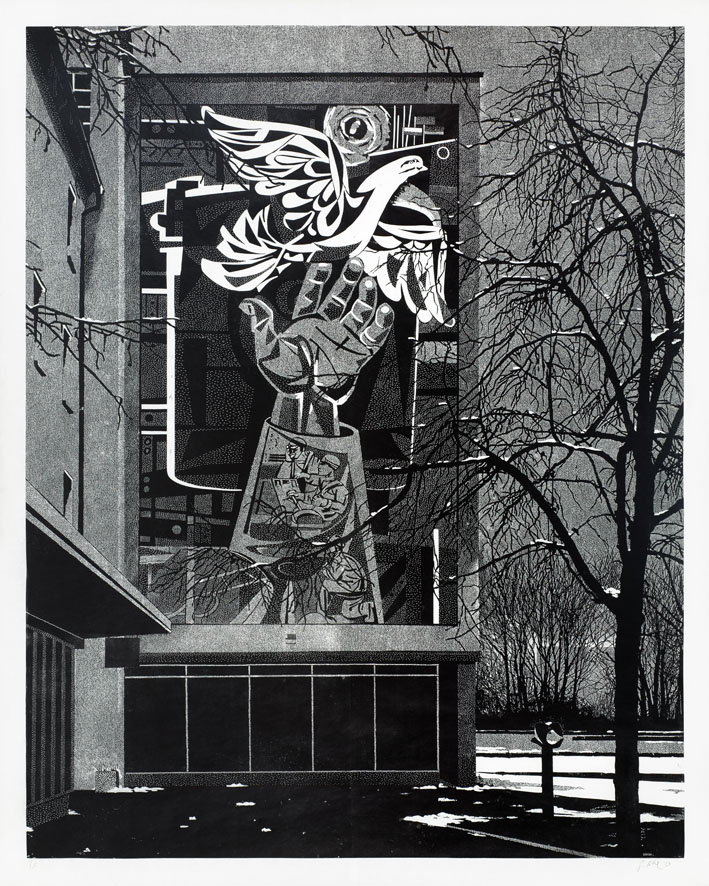
Nowy człowiek (2013)

Claas Gutsche (ur. 1982 w Blankenburgu) – niemiecki grafik i rzeźbiarz.

## Życiorys
W latach 2003–2006 studiował w Wyższej Szkole Sztuki i Projektowania w Halle an der Saale, Niemcy. W latach 2006–2007 ukończył studia na Uniwersytecie w Brighton, Wielka Brytania. W 2009 roku także studiował w Royal College Of Art, Wielka Brytania.

## Twórczość
Claas Gutsche jest grafikiem i rzeźbiarzem. W swojej twórczości wykorzystuje przede wszystkim technikę linorytu. Artysta tworzy dzieła wielkoformatowe, na których dominują kolory bieli i czerni, a także zabawa światłem i cieniem. Obrazy przedstawiają obiekty architektoniczne widziane przez pryzmat natury: zabytki, wieże, ogrodzenia, osiedla. 
Do tworzenia rzeźb artysta wykorzystuje brąz. Są to wysublimowane odlewy obiektów natury: gniazda ptaków, źdźbła róż z kolcami lub też kwiaty.